# Крецово
Крецово (грч. Χορήγιο, Хоригио) је насељено место у општини Кукуш у периферији Средишња Македонија, Грчка. Према попису из 2021. године било је 494 становника.
Према бугарском географу и историчару, Василу Канчову, у Крецову је 1900. године живело 500 Словена хришћана. Током Другог балканског рата грчка војска је разорила село а становништво је протерано. Већи део избеглица се настанио у Струмици а мањи у Бугарској. На њихово место је 1924. године насељен већи број грчких избегличких породица са Кавказа. На попису из 1928. године Крецово је имало 510 становника.